# Petrophora defluaria
Petrophora defluaria là một loài bướm đêm trong họ Geometridae.